# وینچنتسو گوئریه‌ری
وینچنتسو گوئریه‌ری (انگلیسی: Vittorio Guerrieri؛ زادهٔ ۲۳ دسامبر ۱۹۵۸) هنرپیشه، صداپیشه و مدیر دوبلاژ اهل ایتالیا است.
از فیلم‌هایی که وی در آن نقش داشته‌است، می‌توان به یک روز بخصوص اشاره کرد.